# Jewgeni Wassiljewitsch Mawlejew

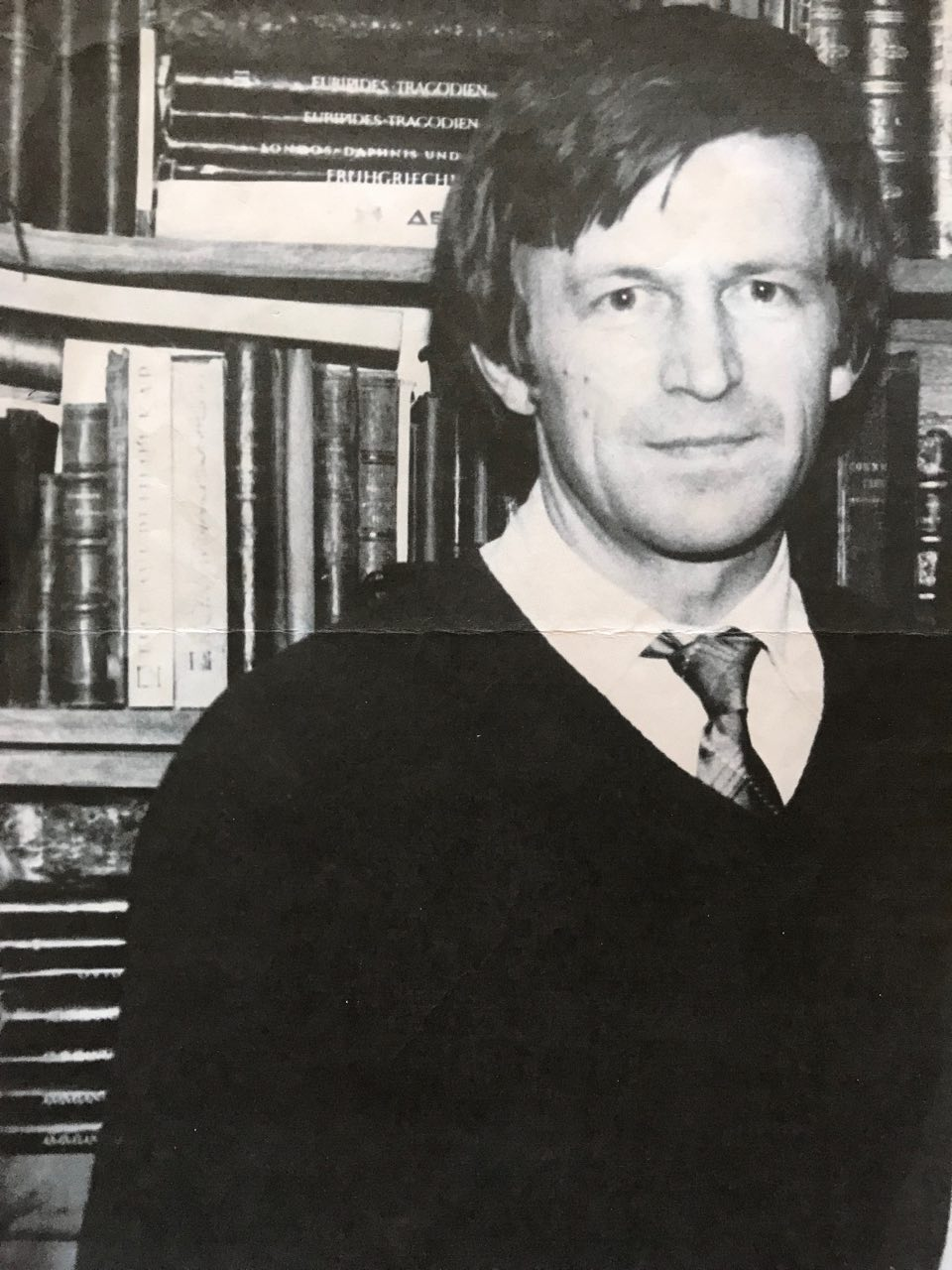
Jewgeni Wassiljewitsch Mawlejew

Jewgeni Wassiljewitsch Mawlejew, üblicherweise Eugen Mavleev (russisch Евгений Васильевич Мавлеев; * 6. Dezember 1948; † 25. Juli 1995) war ein russischer Klassischer Archäologe, sein Spezialgebiet war die Etruskologie.
Mavleev war der Leiter der Antikenabteilung der Ermitage St. Petersburg. Hier sah sich der Etruskologe in der Tradition seines Vorbildes und Vorgängers Oskar Waldhauer, dessen Biografie er als letztes Werk verfasst hatte. Mavleev war der Vertreter der UdSSR beim internationalen Lexicon-Iconographicum-Mythologiae-Classicae-Komitee. Über diese Einrichtung förderte er schon frühzeitig Kontakte zwischen der sowjetischen und der internationalen Forschung. Er verlor früh seine erste Frau und musste eine kleine Tochter zunächst allein groß ziehen. Später heiratete er ein zweites Mal. Da eine Krankheit zu spät erkannt wurde, verstarb Mawlejew im Alter von 46 Jahren und hinterließ seine zweite Frau mit zwei kleinen Kindern.

## Veröffentlichungen (Auswahl)
- Antike Mythologie, Sankt Petersburg und die Staatliche Ermitage. In:  Mélanges de l'Ecole française de Rome. Antiquité 103, 1991, S. 213–222 (Digitalisat).
- Вальдгауер [Valʹdgauer]. Sankt-Peterburg 2005, ISBN 5-93572-173-2.